# Tour de Romandie 2014
Die 68. Tour de Romandie fand vom 29. April bis zum 4. Mai 2014 statt. Das Rennen zählte zur UCI WorldTour 2014. Nach einem Prolog folgten fünf Etappen. Die Distanz sollte ursprünglich 745,07 Kilometer betragen, aber die 1. Etappe musste aufgrund von Schneefall auf dem Simplonpass auf 87 km gekürzt werden und der Start von Ascona nach Brigerbad verlegt werden.

## Teilnehmer
| |                                                                                 |                                                                                                 |
| ProTeams AG2R La Mondiale Astana Pro Team BMC Racing Team Belkin-Pro Cycling Team Cannondale Team Europcar | FDJ.fr Garmin Sharp Team Giant-Shimano Team Katusha Lampre-Merida Lotto Belisol | Movistar Team Omega Pharma-Quick Step Orica GreenEdge Team Sky Tinkoff-Saxo Trek Factory Racing |
| Professional Continental Team                                                                              | IAM Cycling                                                                     |                                                                                                 |

Startberechtigt waren die 18 ProTeams. Zudem vergab der Organisator eine Wildcard an das Professional Continental Team IAM Cycling.

## Etappenübersicht
| Etappe | Tag       | Start–Ziel                | km    | Typ                 | Etappensieger      |
| ------ | --------- | ------------------------- | ----- | ------------------- | ------------------ |
| Prolog | 29. April | Ascona                    | 05,57 | Zeitfahren          | Michał Kwiatkowski |
| 1.     | 30. April | Ascona – Sion             | 200,9 | Mittelgebirgsetappe | Michael Albasini   |
| 2.     | 1. Mai    | Sion – Montreux           | 166,5 | Mittelgebirgsetappe | Michael Albasini   |
| 3.     | 2. Mai    | Le Bouveret – Aigle       | 180,5 | Hochgebirgsetappe   | Simon Špilak       |
| 4.     | 3. Mai    | Fribourg – Fribourg       | 173,1 | Mittelgebirgsetappe | Michael Albasini   |
| 5.     | 4. Mai    | Neuchâtel – Neuchâtel EZF | 18,5  | Zeitfahren          | Chris Froome       |

## Etappen

### Prolog
29. April 2014 – Ascona – 5,57 km
|    | Fahrer               | Team                    | Zeit       |
| -- | -------------------- | ----------------------- | ---------- |
| 1  | Michał Kwiatkowski   | Omega Pharma-Quick Step | 6:23 min   |
| 2  | Rohan Dennis         | Garmin Sharp            | + 0:04 min |
| 3  | Marcel Kittel        | Team Giant-Shimano      | + 0:04 min |
| 4  | Giacomo Nizzolo      | Trek Factory Racing     | + 0:04 min |
| 5  | Tony Martin          | Omega Pharma-Quick Step | + 0:05 min |
| 6  | Brett Lancaster      | Orica GreenEdge         | + 0:05 min |
| 7  | Matthias Brändle     | IAM Cycling             | + 0:07 min |
| 8  | Jesse Sergent        | Trek Factory Racing     | + 0:08 min |
| 9  | Ramūnas Navardauskas | Garmin Sharp            | + 0:09 min |
| 10 | Martijn Keizer       | Belkin-Pro Cycling Team | + 0:09 min |

|    | Fahrer               | Team                    | Zeit       |
| -- | -------------------- | ----------------------- | ---------- |
| 1  | Michał Kwiatkowski   | Omega Pharma-Quick Step | 6:23 min   |
| 2  | Rohan Dennis         | Garmin Sharp            | + 0:04 min |
| 3  | Marcel Kittel        | Team Giant-Shimano      | + 0:04 min |
| 4  | Giacomo Nizzolo      | Trek Factory Racing     | + 0:04 min |
| 5  | Tony Martin          | Omega Pharma-Quick Step | + 0:05 min |
| 6  | Brett Lancaster      | Orica GreenEdge         | + 0:05 min |
| 7  | Matthias Brändle     | IAM Cycling             | + 0:07 min |
| 8  | Jesse Sergent        | Trek Factory Racing     | + 0:08 min |
| 9  | Ramūnas Navardauskas | Garmin Sharp            | + 0:09 min |
| 10 | Martijn Keizer       | Belkin-Pro Cycling Team | + 0:09 min |

### Etappe 1
30. April 2014 – Brigerbad – Sion –  88,6 km
|    | Fahrer               | Team                    | Zeit      |
| -- | -------------------- | ----------------------- | --------- |
| 1  | Michael Albasini     | Orica GreenEdge         | 2:11:11 h |
| 2  | Jesus Herrada Lopez  | Movistar Team           | s. t.     |
| 3  | Ramūnas Navardauskas | Garmin Sharp            | s. t.     |
| 4  | Maxim Iglinskiy      | Astana Pro Team         | s. t.     |
| 5  | Andrew Talansky      | Team Giant-Shimano      | s. t.     |
| 6  | Matthias Brändle     | IAM Cycling             | s. t.     |
| 7  | Rui Costa            | Lampre-Merida           | s. t.     |
| 8  | Jonathan Hivert      | Belkin-Pro Cycling Team | s. t.     |
| 9  | Björn Thurau         | Team Europcar           | s. t.     |
| 10 | Thomas Voeckler      | Team Europcar           | s. t.     |

|    | Fahrer               | Team                    | Zeit       |
| -- | -------------------- | ----------------------- | ---------- |
| 1  | Michał Kwiatkowski   | Omega Pharma-Quick Step | 2:17:33 h  |
| 2  | Michael Albasini     | Orica GreenEdge         | + 0:05 min |
| 3  | Ramūnas Navardauskas | Garmin Sharp            | + 0:05 min |
| 4  | Jesús Herrada        | Movistar Team           | + 0:06 min |
| 5  | Matthias Brändle     | IAM Cycling             | + 0:07 min |
| 6  | Rohan Dennis         | Garmin Sharp            | + 0:08 min |
| 7  | Tony Martin          | Omega Pharma-Quick Step | + 0:09 min |
| 8  | Martijn Keizer       | Belkin-Pro Cycling Team | + 0:13 min |
| 9  | Alexandre Geniez     | FDJ.fr                  | + 0:13 min |
| 10 | Chris Froome         | Team Sky                | + 0:14 min |

### Etappe 2
1. Mai 2014 – Sion – Montreux –  166,5 km
|    | Fahrer               | Team                    | Zeit      |
| -- | -------------------- | ----------------------- | --------- |
| 1  | Michael Albasini     | Orica GreenEdge         | 4:12:22 h |
| 2  | Tony Hurel           | Team Europcar           | s. t.     |
| 3  | Giacomo Nizzolo      | Trek Factory Racing     | s. t.     |
| 4  | Alexei Zatewitsch    | Astana Pro Team         | s. t.     |
| 5  | Michał Kwiatkowski   | Omega Pharma-Quick Step | s. t.     |
| 6  | Maxim Iglinskiy      | Omega Pharma-Quick Step | s. t.     |
| 7  | Tosh Van der Sande   | Lotto Belisol           | s. t.     |
| 8  | Ramūnas Navardauskas | Garmin Sharp            | s. t.     |
| 9  | Danilo Wyss          | BMC Racing Team         | s. t.     |
| 10 | Chris Froome         | Team Sky                | s. t.     |

|    | Fahrer               | Team                    | Zeit       |
| -- | -------------------- | ----------------------- | ---------- |
| 1  | Michael Albasini     | Orica GreenEdge         | 6:29:50 h  |
| 2  | Michał Kwiatkowski   | Omega Pharma-Quick Step | + 0:05 min |
| 3  | Ramūnas Navardauskas | Garmin Sharp            | + 0:10 min |
| 4  | Jesús Herrada        | Movistar Team           | + 0:11 min |
| 5  | Matthias Brändle     | IAM Cycling             | + 0:12 min |
| 6  | Rohan Dennis         | Garmin Sharp            | + 0:13 min |
| 7  | Tony Martin          | Omega Pharma-Quick Step | + 0:14 min |
| 8  | Martijn Keizer       | Belkin-Pro Cycling Team | + 0:18 min |
| 9  | Chris Froome         | Team Sky                | + 0:19 min |
| 10 | Jon Izaguirre        | Movistar Team           | + 0:21 min |

### Etappe 3
2. Mai 2014 – Le Bouveret – Aigle – 180,2 km
|    | Fahrer          | Team            | Zeit       |
| -- | --------------- | --------------- | ---------- |
| 1  | Simon Špilak    | Team Katusha    | 5:09:23 h  |
| 2  | Chris Froome    | Team Sky        | s. t.      |
| 3  | Rui Costa       | Lampre-Merida   | + 0:57 min |
| 4  | Jakob Fuglsang  | Astana Pro Team | s. t.      |
| 5  | Beñat Intxausti | Movistar Team   | s. t.      |
| 6  | Mathias Frank   | IAM Cycling     | s. t.      |
| 7  | Vincenzo Nibali | Astana Pro Team | s. t.      |
| 8  | Jesús Herrada   | Movistar Team   | + 1:41 min |
| 9  | Thibaut Pinot   | FDJ.fr          | s. t.      |
| 10 | Andrew Talansky | Garmin Sharp    | s. t.      |

|    | Fahrer          | Team            | Zeit       |
| -- | --------------- | --------------- | ---------- |
| 1  | Simon Špilak    | Team Katusha    | 11:39:25 h |
| 2  | Chris Froome    | Team Sky        | + 0:01 min |
| 3  | Rui Costa       | Lampre-Merida   | + 1:02 min |
| 4  | Vincenzo Nibali | Astana Pro Team | + 1:06 min |
| 5  | Mathias Frank   | IAM Cycling     | + 1:10 min |
| 6  | Beñat Intxausti | Movistar Team   | + 1:13 min |
| 7  | Jakob Fuglsang  | Astana Pro Team | + 1:14 min |
| 8  | Jesús Herrada   | Movistar Team   | + 1:40 min |
| 9  | Jon Izaguirre   | Movistar Team   | + 1:48 min |
| 10 | Andrew Talansky | Garmin Sharp    | + 1:50 min |

### Etappe 4
3. Mai 2014 – Fribourg – Fribourg – 174 km
|    | Fahrer               | Team                    | Zeit       |
| -- | -------------------- | ----------------------- | ---------- |
| 1  | Michael Albasini     | Orica GreenEdge         | 4:14:21 h  |
| 2  | Thomas Voeckler      | Team Europcar           | s. t.      |
| 3  | Jan Bakelants        | Omega Pharma-Quick Step | s. t.      |
| 4  | Davide Appollonio    | AG2R La Mondiale        | + 0:09 min |
| 5  | Anthony Roux         | FDJ.fr                  | s. t.      |
| 6  | Oscar Gatto          | Cannondale              | s. t.      |
| 7  | Ramūnas Navardauskas | Garmin Sharp            | s. t.      |
| 8  | Luka Mezgec          | Team Giant-Shimano      | s. t.      |
| 9  | Roberto Ferrari      | Lampre-Merida           | s. t.      |
| 10 | Tony Hurel           | Team Europcar           | s. t.      |

|    | Fahrer          | Team            | Zeit       |
| -- | --------------- | --------------- | ---------- |
| 1  | Simon Špilak    | Team Katusha    | 15:53:55 h |
| 2  | Chris Froome    | Team Sky        | + 0:01 min |
| 3  | Rui Costa       | Lampre-Merida   | + 1:02 min |
| 4  | Vincenzo Nibali | Astana Pro Team | + 1:06 min |
| 5  | Mathias Frank   | IAM Cycling     | + 1:10 min |
| 6  | Beñat Intxausti | Movistar Team   | + 1:13 min |
| 7  | Jakob Fuglsang  | Astana Pro Team | + 1:14 min |
| 8  | Jesús Herrada   | Movistar Team   | + 1:40 min |
| 9  | Jon Izaguirre   | Movistar Team   | + 1:48 min |
| 10 | Andrew Talansky | Garmin Sharp    | + 1:50 min |

### Etappe 5
4. Mai 2014 – Neuchâtel – Neuchâtel – 18,5 km
|    | Fahrer         | Team                    | Zeit       |
| -- | -------------- | ----------------------- | ---------- |
| 1  | Chris Froome   | Team Sky                | 24:50 min  |
| 2  | Tony Martin    | Omega Pharma-Quick Step | + 0:01 min |
| 3  | Jesse Sergent  | Trek Factory Racing     | + 0:08 min |
| 4  | Rigoberto Urán | Omega Pharma-Quick Step | + 0:15 min |
| 5  | Jon Izaguirre  | Movistar Team           | + 0:20 min |
| 6  | Riccardo Zoidl | Trek Factory Racing     | + 0:29 min |
| 7  | Simon Špilak   | Team Katusha            | + 0:29 min |
| 8  | Rui Costa      | Lampre-Merida           | + 0:31 min |
| 9  | Thibaut Pinot  | FDJ.fr                  | + 0:35 min |
| 10 | Mathias Frank  | IAM Cycling             | s. t.      |

|    | Fahrer          | Team            | Zeit       |
| -- | --------------- | --------------- | ---------- |
| 1  | Chris Froome    | Team Sky        | 16:18:46 h |
| 2  | Simon Špilak    | Team Katusha    | + 0:28 min |
| 3  | Rui Costa       | Lampre-Merida   | + 1:32 min |
| 4  | Mathias Frank   | IAM Cycling     | + 1:44 min |
| 5  | Vincenzo Nibali | Astana Pro Team | + 1:48 min |
| 6  | Beñat Intxausti | Movistar Team   | + 1:52 min |
| 7  | Jakob Fuglsang  | Astana Pro Team | + 1:56 min |
| 8  | Jon Izaguirre   | Movistar Team   | + 2:07 min |
| 9  | Jesús Herrada   | Movistar Team   | + 2:15 min |
| 10 | Thibaut Pinot   | FDJ.fr          | + 2:31 min |

## Trikots im Rennverlauf
Die Tabelle zeigt die Führenden nach der jeweiligen Etappe an.
| Etappe | Gesamtwertung      | Bergwertung    | Punktewertung   | Nachwuchswertung   | Mannschaftswertung      |
| ------ | ------------------ | -------------- | --------------- | ------------------ | ----------------------- |
| Prolog | Michał Kwiatkowski | nicht vergeben | nicht vergeben  | Michał Kwiatkowski | Omega Pharma-Quick Step |
| 1.     | Michał Kwiatkowski | Johann Tschopp | Vincenzo Nibali | Michał Kwiatkowski | Omega Pharma-Quick Step |
| 2.     | Michael Albasini   | Johann Tschopp | Martin Kohler   | Michał Kwiatkowski | Omega Pharma-Quick Step |
| 3.     | Simon Špilak       | Johann Tschopp | Martin Kohler   | Jesús Herrada      | Movistar Team           |
| 4.     | Simon Špilak       | Johann Tschopp | Martin Kohler   | Jesús Herrada      | Movistar Team           |
| 5.     | Chris Froome       | Johann Tschopp | Martin Kohler   | Jesús Herrada      | Movistar Team           |